# Scatopsciara buccina
Scatopsciara buccina är en tvåvingeart som beskrevs av Werner Mohrig och Boris Mamaev 1985. Scatopsciara buccina ingår i släktet Scatopsciara och familjen sorgmyggor.
Artens utbredningsområde är Lettland. Inga underarter finns listade i Catalogue of Life.